# William Stenger

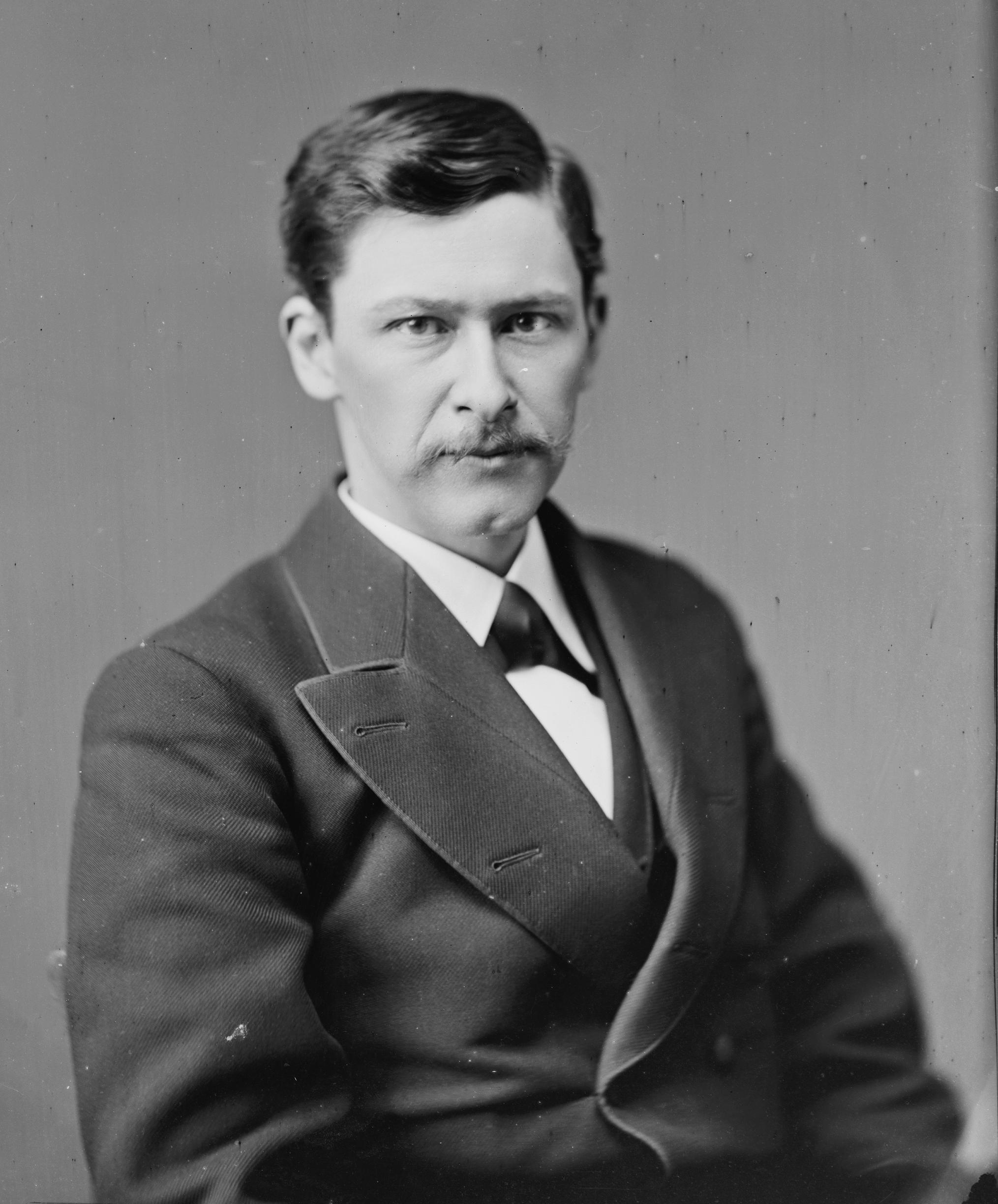
William Stenger

William Shearer Stenger (* 13. Februar 1840 in Fort Loudoun, Franklin County, Pennsylvania; † 29. März 1918 in Philadelphia, Pennsylvania) war ein US-amerikanischer Politiker. Zwischen 1875 und 1879 vertrat er den Bundesstaat Pennsylvania im US-Repräsentantenhaus.

## Werdegang
William Stenger besuchte die öffentlichen Schulen seiner Heimat und danach bis 1858 das Franklin & Marshall College in Lancaster. Nach einem anschließenden Jurastudium und seiner 1860 erfolgten Zulassung als Rechtsanwalt begann er in Chambersburg in diesem Beruf zu arbeiten. Außerdem wurde er Geschäftsführer der Zeitung Philadelphia Record. Zwischen 1862 und 1871 war er Bezirksstaatsanwalt im Franklin County.
Politisch schloss sich Stenger der Demokratischen Partei an. Bei den Kongresswahlen des Jahres 1874 wurde er im 18. Wahlbezirk von Pennsylvania in das US-Repräsentantenhaus in Washington, D.C. gewählt, wo er am 4. März 1875 die Nachfolge des Republikaners Sobieski Ross antrat, der in den 16. Distrikt wechselte. Nach einer Wiederwahl konnte er bis zum 3. März 1879 zwei Legislaturperioden im Kongress absolvieren. Im Jahr 1878 wurde er nicht erneut bestätigt.
Nach dem Ende seiner Zeit im US-Repräsentantenhaus praktizierte William Stenger wieder als Anwalt. Zwischen 1883 und 1887 war er als Secretary of the Commonwealth, was in den anderen Bundesstaaten dem Secretary of State entspricht, der geschäftsführende Beamte der Staatsregierung von Pennsylvania. Er starb am 29. März 1918 in Philadelphia.